# ファザーファッカー
『ファザーファッカー』は、内田春菊が1993年に発表した自伝的長編小説。1993年9月15日に文藝春秋より刊行された。第4回Bunkamuraドゥマゴ文学賞受賞作。続編に『あたしが海に還るまで』がある。
1995年に中村麻美主演で映画化された。

## 概要
漫画家として50冊近い単行本を刊行していた著者による初の小説として、構想から7年をかけて出版された。養父による性的虐待から逃れるために16歳で家を出て、ホステス、クラブ歌手、ウェイトレスなどさまざまな職を転々としつつ東京で漫画家としてデビューを果たした著者の自伝的小説として、過去の記憶を順を追って回想し、余計な心理描写を排し「新世代の文学」と称され賛否両論を呼んだ文体で淡々と綴られている。
70万部を超えるベストセラーになった本作は1993年の第110回直木賞の候補となり、翌1994年の第4回Bunkamuraドゥマゴ文学賞を受賞。選考委員を務めた中沢新一は「教育やら家庭やらメディアやら日本の男特有の心理やらのせいで、すっかりこんがらかってしまった、性と生命のリアルを、すなおに、まっすぐに表現してみせた」「こんな生命の描き方をしている人は、ほかにいない。じぶんの生命を、こんなふうに生きている人も、ほかにいない」との選評を寄せ、また「内田春菊という生き物の存在じたいに、ぼくは賞をあげたい」と語っている。
出版から2年後の1995年には、「子どもたちにこそ見てほしい、少女の旅立ち」をテーマに青春映画として映画化された。

## ストーリー
主人公・静子は、自分に対して非情な母親、2歳年下の甘え上手で世渡り上手な妹と暮らしていた。愛人のいる父親はたまに家に帰ってきては母親に金を要求したり暴力を振るっていたため、静子は幼い頃から父親に対する嫌なイメージを母親から聞かされて育つ。それも相まって父親の名である「志津男」から付けられた自分の名前を嫌っていた。
ある日、ホステスをしている母の客だったという男性が突然養父となり、同居するようになる。その養父は歪んだ支配欲を持っており、自分のことを「お父様」と呼ばせ、横柄な態度で家族を服従させた。養父は思春期であった静子の全てに異常なまでに敏感であり、性的な物は静子から遠ざけ、早熟であった静子の体を触ったりしていた。
そのような家庭の事情から、精神的に不安定で無感情になる一方、両親に強いられて勉学を怠らなかった静子は中学校で優秀な成績を修めていた。ところが中学3年生の時に、交際していた浩樹との3度目の性交で妊娠してしまう。それを聞いた養父は激怒し、「中絶させる」という名目で静子を犯す。
手術で中絶をした後も養父からの性交の要求は続き、母親もそれが養父を落ち着かせる一番の手段だとして口出しをしなかったため、静子は抵抗することすらできなかった。やがて高校に入学し、男友達との交友や喫煙など、新しい世界に触れる中で家出の決心を固め、高校1年生の夏休み明けに家を出るのだった。

## 書誌情報
- ファザーファッカー（1993年9月15日、文藝春秋、ISBN 978-4-16-314220-3）
- ファザーファッカー（1996年10月9日、文春文庫、ISBN 978-4-16-726704-9）

## 受賞歴
- 第4回Bunkamuraドゥマゴ文学賞[注 1]

## 映画
- 荒戸源次郎の初監督作品である。
- この映画の主役オーディションにて中村麻美が選ばれ、芸能界デビューとなった。

### キャスト
- 田中静子：中村麻美
- 斎藤良次：秋山道男
- 田中知恵：矢島亜由美
- 益田浩樹：浦沢広平
- シズオ：金子賢
- 益田浩：大門正明
- 益田美樹：柏木由紀子
- 田中静男：原田芳雄
- 理髪店店主：中沢青六
- 女医：伊東和子
- 船着き場の男：橋本裕志
- 線路の男：岩崎秀昭
- 歌手：内田春菊
- バンド：アベックス
- 田中明美：桃井かおり

### スタッフ
- 企画：秋山道男
- プロデュース：菊地美世志、沢田康彦（マガジンハウス）
- 協力プロデューサー：鈴木基之（ホリプロ）、孫家邦（リトルモア）
- 美術 : 斉藤英則
- 録音 : 橋本文雄、柴山申広
- 照明 : 大西美津男
- 衣装デザイン : 堀越絹衣
- 助監督 : 堀口正樹
- スクリプター : 坂本希代子
- スチール : 橋口譲二
- 音響効果：東洋音響カモメ
- MA：にっかつスタジオセンター
- タイトルデザイン：日映美術
- 現像：東京現像所
- 撮影協力：長崎電気軌道、長崎港大波止ターミナルビル、長崎遊園地、長崎ロープウェイ　ほか